# Procès des 66
Le procès des 66 ou procès des anarchistes de Lyon, impliquant 66 militants anarchistes, est une affaire politique jugée devant le tribunal correctionnel de Lyon le 8 janvier 1883. Cette dernière a lieu dans un contexte où la commune de Paris et plus largement les insurrections communalistes de 1870-1871 ainsi que la campagne de 1871 à l'intérieur sont encore très présentes dans la mémoire collective.
Le ministère public reproche aux 66 inculpés « d'avoir […] été affiliés à une société internationale (Association internationale des travailleurs), ayant pour but de provoquer la suspension du travail, l'abolition du droit de propriété, de la famille, de la patrie, de la religion, et d'avoir ainsi commis un attentat contre la paix publique ».
Le 19 janvier, les prévenus lisent une déclaration pour expliquer « Ce qu'est l'anarchie et ce que sont les anarchistes » et la plupart d'entre eux sont condamnés à de lourdes peines de prison, dont Pierre Kropotkine, à cinq ans.

## Le contexte

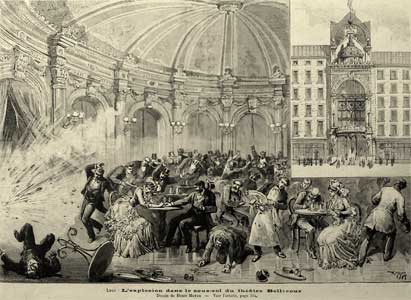
L'explosion dans le restaurant du théâtre Bellecour de Lyon le 22 octobre 1882 (gravure).

Dans les années 1880, l’agitation ouvrière est particulièrement vigoureuse à Lyon, où les revendications ouvrières se font plus virulentes au début de la décennie, dans un climat de fortes tensions sociales. La région bouillonne, et pour les pouvoirs publics cette agitation est d’autant plus alarmante que Lyon a derrière elle une longue tradition révolutionnaire et abrite un mouvement anarchiste très actif.
- En 1878, une grève dure éclate à Montceau-les-Mines (Bourgogne). Les gendarmes interviennent, les affrontements sont violents. En août 1882, de nouvelles émeutes de mineurs ont lieu à Montceau-les-Mines.

- En juin, puis en août 1882, à Montceau-les-Mines[2], La Bande noire, une organisation syndicale anarchiste d’ouvriers mineurs de la Compagnie des Mines de Blanzy, commet ses premiers attentats contre des symboles catholiques et bourgeois.

- À Lyon, dans la nuit du 22 octobre 1882, deux détonations, suivies d’une formidable explosion, éclatent dans le restaurant du théâtre Bellecour dit « L’Assommoir »[3],[4]. L'anarchiste Antoine Cyvoct est soupçonné, à tort[5], d'en être l'auteur[6].

- Le 23 octobre 1882, un autre attentat a lieu au bureau de recrutement militaire de La Vitrolerie[3],[7].

Dès la mi-1882, dans la crainte de la généralisation du mouvement insurrectionnel, la police croyant ainsi juguler un complot révolutionnaire ourdi par une « Internationale Anarchiste », procède à de nombreuses perquisitions et arrestations,,. En novembre 1882, vingt-cinq militants de la Fédération révolutionnaire de l'Est sont arrêtés.
C'est dans ce contexte qu'est organisé ce grand procès qui rassemble sur les bancs du tribunal correctionnel de Lyon la plupart des militants anarchistes connus à cette époque, pour prouver que le gouvernement veut mettre un terme à l'agitation et que la République ne transige pas avec l'ordre. La région lyonnaise est alors le premier centre d'activités anarchistes en France.

## Le procès

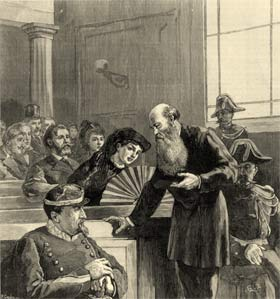
Pierre Kropotkine au procès.

L'accusation se base essentiellement sur la loi Dufaure du 14 mars 1872, réprimant la reconstitution d'une organisation internationale, « antiautoritaire », l'Association internationale des travailleurs censée avoir été reconstituée au congrès de Londres en juillet 1881. Elle s'appuie sur des articles publiés dans le journal libertaire Le Droit social et sur les rapports de police du commissaire spécial Perraudin.
Comme souvent dans les procès de cette nature, un agent provocateur, l'indicateur de police Georges Garraud dit Aristide Valadier, est mêlé aux événements qui précèdent l'affaire.
Pierre Kropotkine, Toussaint Bordat, Joseph Bernard présentent eux-mêmes leur défense, mais celui qui produit la plus forte impression est Émile Gautier. Son éloquence est prenante et le procureur signale, par deux fois, combien il influence l'auditoire et les jurés.
Les prévenus sont divisés en deux catégories : la première est celle des simples adhérents et la deuxième celle des « responsables ».
Le premier groupe est visé par l’article 2 de la loi des 14 et 23 mars 1872, qui punit tout individu qui « s’affiliera ou fera acte d’affilié à l’Association internationale des travailleurs ou à toute autre association professant les mêmes doctrines et ayant pour but de provoquer la suspension du travail, l'abolition du droit de propriété, de la famille, de la patrie, de la religion, et d'avoir ainsi commis un attentat contre la paix publique d’un emprisonnement de trois mois à deux ans et d’une amende de 50 à 1 000 francs. Le condamné pouvait en outre être privé de tous ses droits civils, civiques et de famille pendant cinq à dix ans »,.
Pour le second groupe, l'accusation s'est enrichie de l’article 3 de la même loi, qui stipule que « la peine de l’emprisonnement pourra être élevée à cinq ans, et celle de l’amende à 2 000 francs, à l’égard de tous Français ou étrangers qui auront accepté une fonction dans une de ces associations ou qui auront sciemment concouru à son développement, soit en recevant ou en provoquant à son profit des souscriptions, soit en lui procurant des adhésions collectives ou individuelles, soit enfin en propageant ses doctrines, ses statuts ou ses circulaires »,.
Les inculpés du second groupe sont condamnés à cinq ans de prison pour Kropotkine, Gautier, Bernard et Bordat et à quatre ans de prison pour Pierre Martin.
Sur les 52 inculpés du premier groupe, 39 écopent de six mois à trois ans de prison, sans compter les lourdes condamnations par contumace.
Selon l'historien Jean Maitron, « Ces peines étaient lourdes : elles montraient que le gouvernement paraissait attacher de l'importance au mouvement anarchiste naissant et était décidé à ne pas tolérer son développement ».
Une grande partie des condamnés font appel, et un nouveau procès a lieu devant la cour d’appel de Lyon, du 26 février au 6 mars 1883. Le tribunal réduit la peine de la plupart, mais la confirme intégralement pour Bernard, Bordat, Gautier, Desgranges, Bardoux, Fages, Chavrier, Coindre, Hugonnard, Sourisseau et Champalle. Kropotkine, lui, n’avait pas fait appel.

## La déclaration du 19 janvier

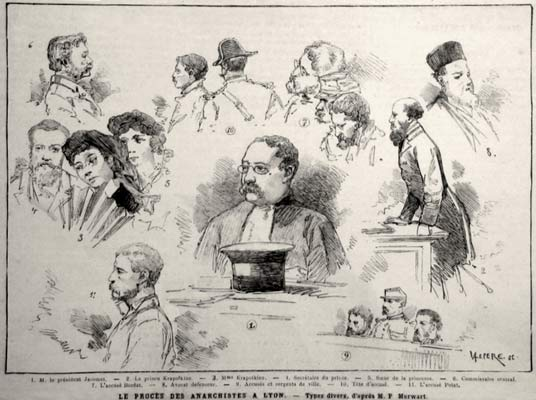
Les protagonistes du procès.

Le dernier jour du procès, Frédéric Tressaud, après le réquisitoire, fait la lecture d’une déclaration signée par 47 des prévenus qui définissent la doctrine anarchiste dont ils se réclament,.

« Ce qu'est l'anarchie, ce que sont les anarchistes, nous allons le dire :
Les anarchistes, messieurs, sont des citoyens qui, dans un siècle où l'on prêche partout la liberté des opinions, ont cru de leur devoir de se recommander de la liberté illimitée.
Oui, messieurs, nous sommes, de par le monde, quelques milliers, quelques millions peut-être - car nous n'avons d'autre mérite que de dire tout haut ce que la foule pense tout bas- nous sommes quelques milliers de travailleurs qui revendiquons la liberté absolue, rien que la liberté, toute la liberté !
Nous voulons la liberté, c'est-à-dire que nous réclamons pour tout être humain le droit et le moyen de faire tout ce qui lui plaît, et ne faire que ce qui lui plaît ; de satisfaire intégralement tous ses besoins, sans autre limite que les impossibilités naturelles et les besoins de ses voisins également respectables.
Nous voulons la liberté, et nous croyons son existence incompatible avec l'existence d'un pouvoir quelconque, quelles que soient son origine et sa forme, qu'il soit élu ou imposé, monarchique ou républicain, qu'il s'inspire du droit divin ou du droit populaire, de la Sainte-Ampoule ou du suffrage universel.
C'est que l'histoire est là pour nous apprendre que tous les gouvernements se ressemblent et se valent. Les meilleurs sont les pires. Plus de cynisme chez les uns, plus d'hypocrisie chez les autres !
Au fond, toujours les mêmes procédés, toujours la même intolérance. Il n'est pas jusqu'aux libéraux en apparence qui n'aient en réserve, sous la poussière des arsenaux législatifs, quelque bonne petite loi sur l'Internationale, à l'usage des oppositions gênantes.
Le mal, en d'autres termes, aux yeux des anarchistes, ne réside pas dans telle forme de gouvernement plutôt que dans telle autre. Il est dans l'idée gouvernementale elle-même; il est dans le principe d'autorité.
La substitution, en un mot, dans les rapports humains, du libre contrat, perpétuellement révisable et résoluble, à la tutelle administrative et légale, à la discipline imposée; tel est notre idéal.
Les anarchistes se proposent donc d'apprendre au peuple à se passer du gouvernement comme il commence à apprendre à se passer de Dieu.
Il apprendra également à se passer de propriétaires. Le pire des tyrans, en effet, ce n'est pas celui qui nous embastille, c'est celui qui nous affame; ce n'est pas celui qui nous prend au collet, c'est celui qui nous prend au ventre.
Pas de liberté sans égalité ! Pas de liberté dans une société où le capital est monopolisé entre les mains d'une minorité qui va se réduisant tous les jours et où rien n'est également réparti, pas même l'éducation publique, payée cependant des deniers de tous.
Nous croyons nous, que le capital, patrimoine commun de l'humanité, puisqu'il est le fruit de la collaboration des générations passées et des générations contemporaines, doit être à la disposition de tous, de telle sorte que nul ne puisse en être exclu; que personne, en revanche, ne puisse accaparer une part au détriment du reste.
Nous voulons, en un mot, l'égalité ; l'égalité de fait, comme corollaire ou plutôt comme condition primordiale de la liberté. De chacun selon ses facultés, à chacun selon ses besoins ; voilà ce que nous voulons sincèrement, énergiquement; voilà ce qui sera, car il n'est point de prescription qui puisse prévaloir contre les revendications à la fois légitimes et nécessaires. Voilà pourquoi l'on veut nous vouer à toutes les flétrissures.
Scélérats que nous sommes ! Nous réclamons le pain pour tous, le travail pour tous ; pour tous aussi l'indépendance et la justice. »

## Un procès-spectacle

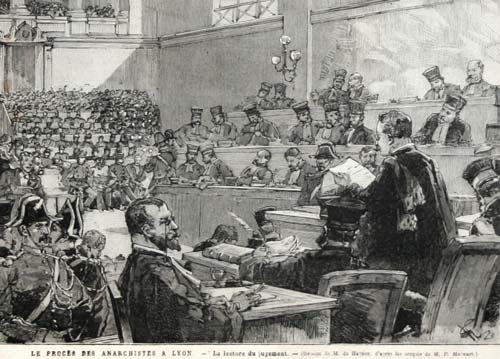
La lecture du jugement d'après une gravure de presse.

Le procès des 66 est le premier procès-spectacle de prévenus qui se réclament explicitement de l’anarchisme en France,. C'est aussi un procès international qui implique des militants de nationalité russe, française, suisse et autrichienne.
Selon Constance Bantman : « Le caractère fantaisiste des inculpations (Kropotkine n’a par exemple aucun lien avec les agitations récentes), la dimension quelque peu paranoïaque du procès (l’un des chefs d’accusation retenus contre plusieurs des accusés est l’affiliation à l’Internationale, qui aurait été recréée à Londres en 1881) témoignent bien d’une volonté de décapiter « le parti » et du sentiment de menace profond déclenché par l’essor de l’anarchisme. C’est le début d’une période répressive qui annonce le mode de traitement privilégié de la question anarchiste pendant ces années : la voie répressive. Enfin, le mythe de l’organisation tentaculaire qui, dès lors et pour les dix années à venir, justifie toutes les terreurs et toutes les répressions, est déjà bien en place. »
La presse fait une grande publicité au procès, et les anarchistes l’utilisent comme une tribune majeure, notamment grâce aux déclarations des plus éminents accusés. Ainsi, Le Moniteur viennois du 26 janvier 1883 ne peut réprimer un commentaire admiratif : « Si nous ne partageons pas leurs opinions, admirons le caractère de ces hommes que la loi vient de frapper. Quelle rhétorique que celle de Gautier ! Quelle éloquence que celle de Bordat ! Quelle philosophie que celle de Kropotkine ! Il serait à souhaiter que notre république possédât des défenseurs analogues à ceux de la Révolution sociale. »
Lors du procès, Pierre Kropotkine déclare à ses juges que la révolution sociale est proche, « dans dix ans, cinq peut-être ». Et encore fait-il figure de pessimiste parmi les compagnons anarchistes.
Élisée Reclus bien que séjournant en Suisse et n'étant pas inculpé, écrit au juge d'instruction pour lui dire qu'il venait de passer deux mois en France et qu'il se tenait prêt à répondre à toute convocation de la justice française,.

## Les inculpés
Les inculpés présents à la barre sont
- Pierre Kropotkine
- Émile Gautier
- Toussaint Bordat[15],[21],[22]
- Joseph Bernard[23],[24]
- Jean-Baptiste Ricard[25],[26]
- Pierre Martin, dit Le Bossu[27],[28],[29],[30]
- Octave Liégeon[31],[32]
- Auguste Blonde[33],[34]
- Benoît Péjot[35]
- Claude Crestin[36]
- Antoine Desgranges[37],[38],[39]
- Étienne Faure, dit Cou Tordu[40],[41],[42]
- Jules Morel[43],[44]
- Pierre Michaud[45],[46]
- François Pautet[47],[48]
- Frédéric Tressaud[16]
- Félicien Bonnet[49],[50],[51]
- Régis Faure[52],[53],[54]
- Louis Genet[55],[56],[57],[58]
- Antoine Gleizal[59],[60]
- Émile Huser[61],[62],[63]
- Jacques Peillon[64],[65]
- Pierre Pinoy[66],[67]
- Michel Sala[68]
- Philippe Sanlaville[69]
- Charles Voisin[70],[71]
- Jacques Zuida[72],[73]
- Joseph Genoud[74],[75]
- Louis Bardoux[76],[77],[78]
- André Courtois[79]
- Joseph Bruyère[80],[81]
- François Dejoux[82],[83]
- Jean-Marie Dupoisat[84],[85]
- Victor Fages[86],[87],[88]
- Louis Landau[89],[90]
- Joseph Trenta[91],[92],[93]
- Hyacinthe Jules Trenta[94],[95]
- Michel Chavrier, dit Le Jeune[96]
- Jean Coindre, dit Joanny[97],[98]
- Joseph Cottaz[99],[100]
- Joseph Damians[101],[102],[103]
- Nicolas Didelin[104],[105]
- Victor Berlioz-Arthaud[106],[107]
- Émile Hugonnard[108],[109],[110]
- Charles Sourisseau[111],[112]
- Émile Viallet[113],[114]
- Louis Champalle[115],[116],[117],[118].

Seront acquittés
- David De Gaudenzi[119],[120],[121]
- Joseph Ribeyre[122],[123]
- Jean-Marie Giraudon[124],[125]
- Jean-Marie Thomas[126],[127]
- César Mathon[128],[129]

Les fugitifs sont
- Louis Dejoux[130],[131],[132],[133]
- Georges Fabre[134]
- Antoine Cyvoct[135],[136],[137],[138]
- Henri Borriasse
- Jacques Ebersoldt[139],[140]
- Jean Baguet[141],[142],[143]
- Joseph Bonthoux[144],[145]
- Jean-Marie Bourdon[146]
- Henry Chazy[147],[148],[149]
- Frédéroc Jolly[150],[151]
- Adolphe Dard[152],[153]
- Jean Renaud[154],[155]
- Émile Maurin[156]
- l'indicateur de police Georges Garraud[157],[158] (dit Aristide Valadier)

## Suites
De ses cinq années passées dans les prisons française, Pierre Kropotkine tire l'ouvrage Dans les prisons russes et françaises (1887), dans lequel il décrit le système de travail, profitant à des entrepreneurs privés, mis en place dans les prisons françaises. La fréquence de la récidive lui paraît être inscrite dans le principe même de la prison, notamment parce qu'elle « tue en l'homme toutes les qualités qui le rendent mieux approprié à la vie en société ». Il conclut « qu'on ne peut pas améliorer une prison. Sauf quelques petites améliorations sans importance, il n'y a absolument rien à faire qu'à la démolir ».
À terme, les condamnations de Lyon sont loin d’avoir l’effet voulu et éveillent l’intérêt de catégories nouvelles, attirées par l’aura sulfureuse de l’anarchisme, comme les bourgeois, artistes et simples snobs qui se rapprochent alors des milieux libertaires. Mais le procès de Lyon marque un coup d’arrêt pour l’anarchisme régional et national. Il désorganise partiellement le mouvement, puisque d’importants militants sont condamnés et envoyés en prison, tandis que Jean Grave s’exile en Suisse où il devient le principal rédacteur du Révolté.

## Médiagraphie